# Aafje Heynis
 (décembre 2015).
Si vous disposez d'ouvrages ou d'articles de référence ou si vous connaissez des sites web de qualité traitant du thème abordé ici, merci de compléter l'article en donnant les références utiles à sa vérifiabilité et en les liant à la section « Notes et références ».

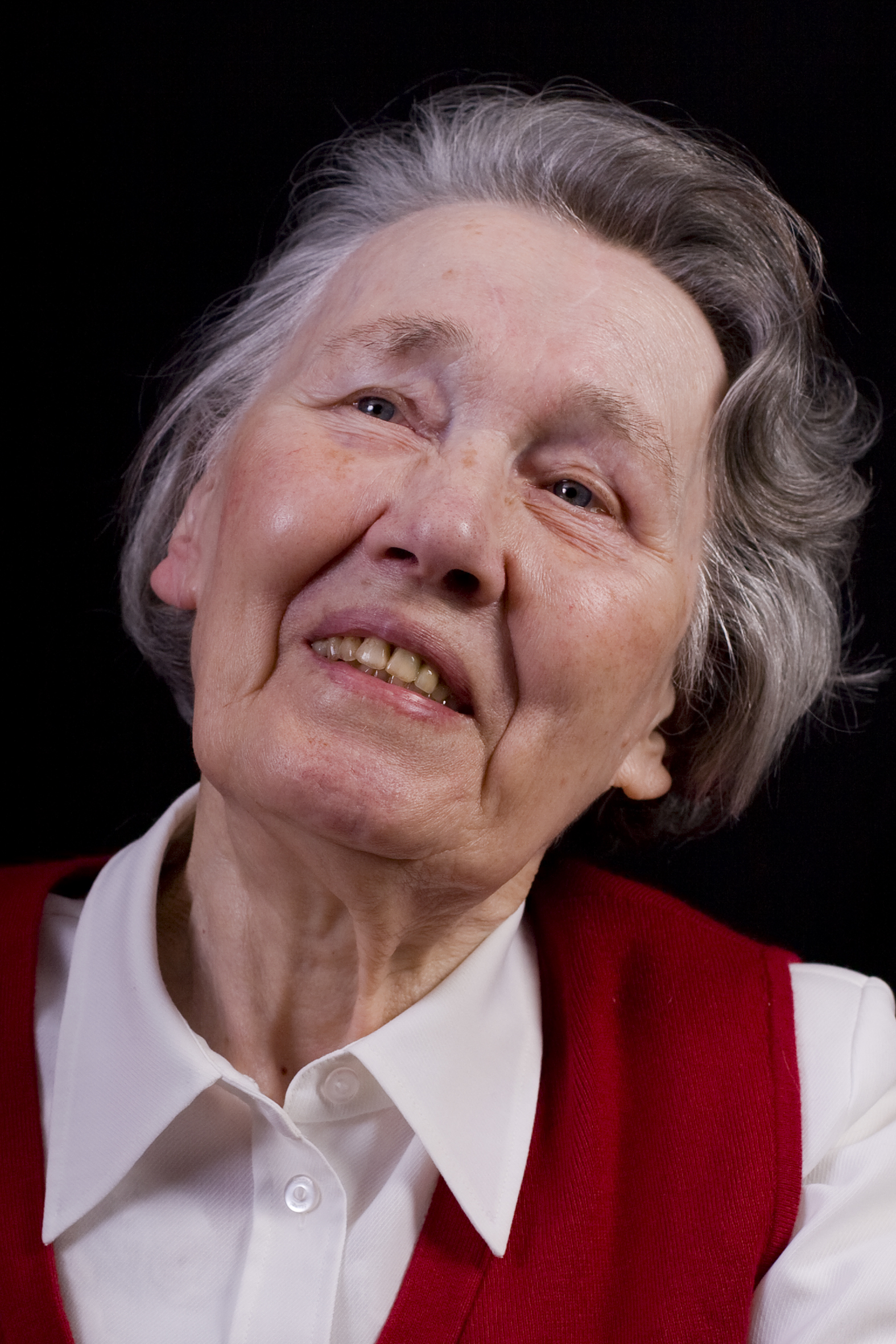
Aafje Heynis en 2008.

Aafje Heynis, née le 2 mai 1924 à Krommenie, aux Pays-Bas, et morte le 16 décembre 2015 à Huizen, aux Pays-Bas, est une contralto néerlandaise.
L'anecdote de ses débuts est célèbre : en 1945, libérés de l'occupation allemande, les habitants du Zaan viennent la chercher - presque de force - pour l'emmener chanter avec eux : elle interprète alors de manière inoubliable Dank sei Dir de Haendel. Elle a par ailleurs été présentée comme la rivale de Kathleen Ferrier.

## Biographie
C'est accompagnée de son père à l'harmonium qu'Aafje Heynis commence le chant dans un chœur d'enfants. Sur l'avis de Jan Mienes, le chef de chœur de sa ville natale, elle auditionne pour suivre l'enseignement de Jo Immink à Amsterdam. De 1946 à 1949 elle suit les cours d'Aaltje Noordewier-Reddingius. Elle se perfectionne jusqu'en 1955 avec Laurens Bogtman et Roy Henderson. Elle gagne très vite une bonne réputation grâce à son interprétation de la Rhapsodie pour alto de Brahms avec l'Orchestre royal du Concertgebouw, sous la direction d'Eduard van Beinum. S'ensuivent de nombreux concerts dans des églises, des récitals de lieder et l'interprétation de la Passion selon saint Matthieu de Bach. 
C'est avec le label Philips qu'elle enregistre l'intégralité de ses œuvres, dont Brahms, Bach, Haendel et Mendelssohn.
Avec l'Orchestre royal du Concertgebouw, sous la direction de Bernard Haitink, elle crée un enregistrement de légende de la Symphonie nº 2 de Gustav Mahler.

## Discographie
- Bach, Haendel : Airs sacrés, avec  Pierre Polla, Wolfgang Schneider, Nikolaus Hubner, Meindert Boekel ; Orchestre symphonique de Vienne, Orchestre de chambre d'Amsterdam, Prop Musica Choir, dir. Hans Gillesberger, Marinus Voorberg, Lex Karsemeijer.
- Bach : Cantates BWV 170 & 169, Chants sacrés, avec Albert de Klerk, Simon Jansen ; Netherlands Chamber Orchestra, Netherlands Bach Society Choir, dir. Szymon Goldberg.
- Brahms : Œuvres chorales & ouvertures, Vienna Singverein, Orchestre symphonique de Vienne, dir. Wolfgang Sawallisch.
- Brahms : Rhapsodie pour alto, chœur d'hommes et orchestre op. 53 avec le  Chœur Apollo,  l'Orchestre royal du Concertgebouw, dir. Eduard Van Beinum (1958).
- Brahms : Quatre chants sérieux (Vier ernste Gesänge) op. 121, piano : Johan van den Boogert (1958).
- Mahler : Symphonie n° 2 "Résurrection", avec Elly Ameling, Orchestre royal du Concertgebouw, Netherlands Radio Chorus, dir. Bernard Haitink, 1968.
- Bach • Händel • Brahms : un florilège d'œuvres de Johann Sebastian Bach, Georg Friedrich Haendel, Franz Schubert, Johannes Brahms, Cesar Franck, Antonín Dvořák et Charles Gounod enregistrées de 1955 à 1962 (1 CD 1989 Philips Legendary Classics)
- Schubert : Rosamunde, Orchestre royal du Concertgebouw, dir. Bernard Haitink.
- Les rarissimes de Aafje Heinis : Gluck, Haydn, Dvorak, Franck, Caplet, Brahms, Schubert, R. Strauss, Wolf, Mahler, Emi 2005 (2 CD)